# Tobias Conrad Lotter

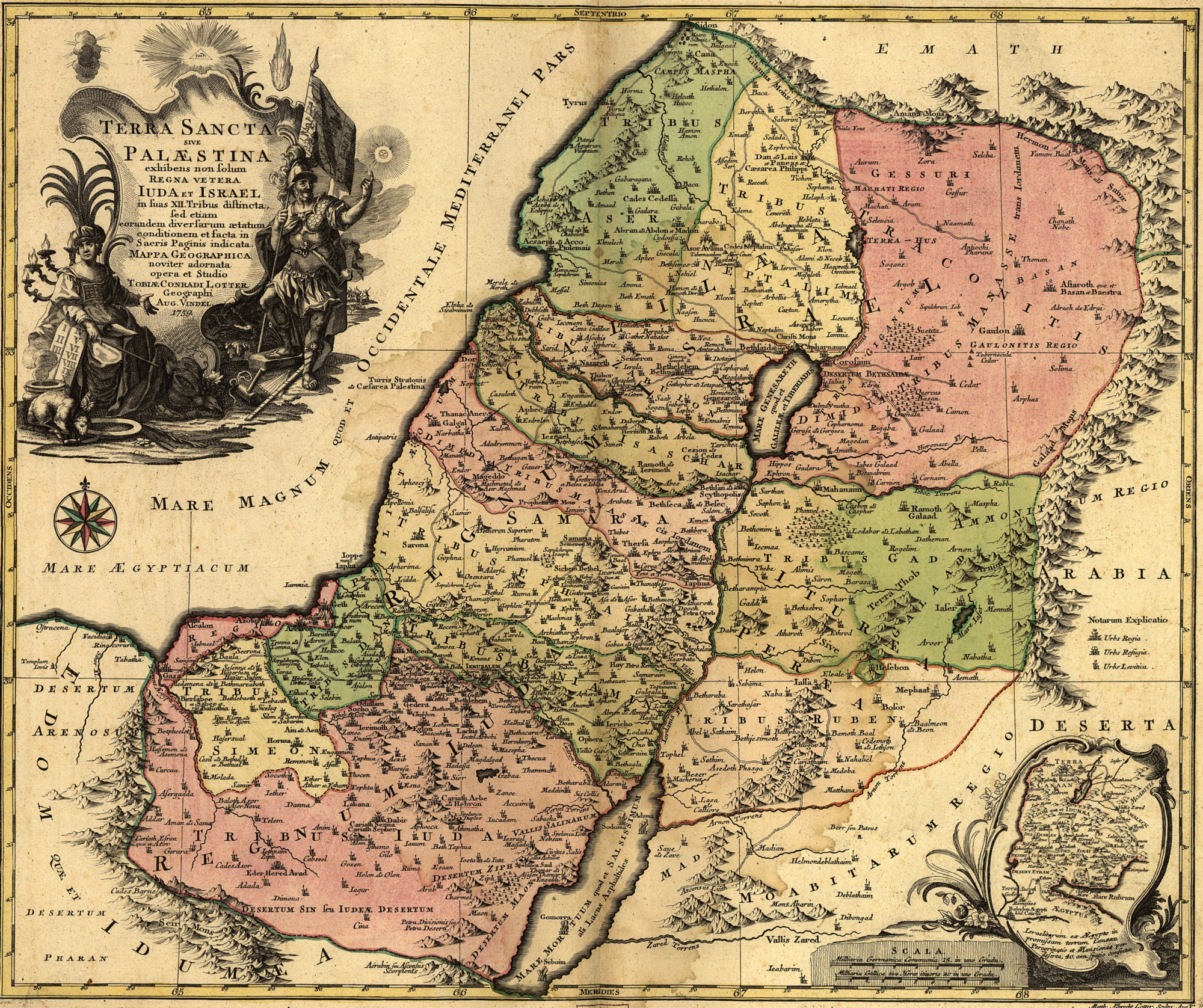
Lotter: Karte von Palästina, 1759

Tobias Conrad Lotter (* 4. September 1717; † 14. Juli 1777 Begräbnis) war ein Kupferstecher, Kartograph und Verleger in Augsburg.

## Leben

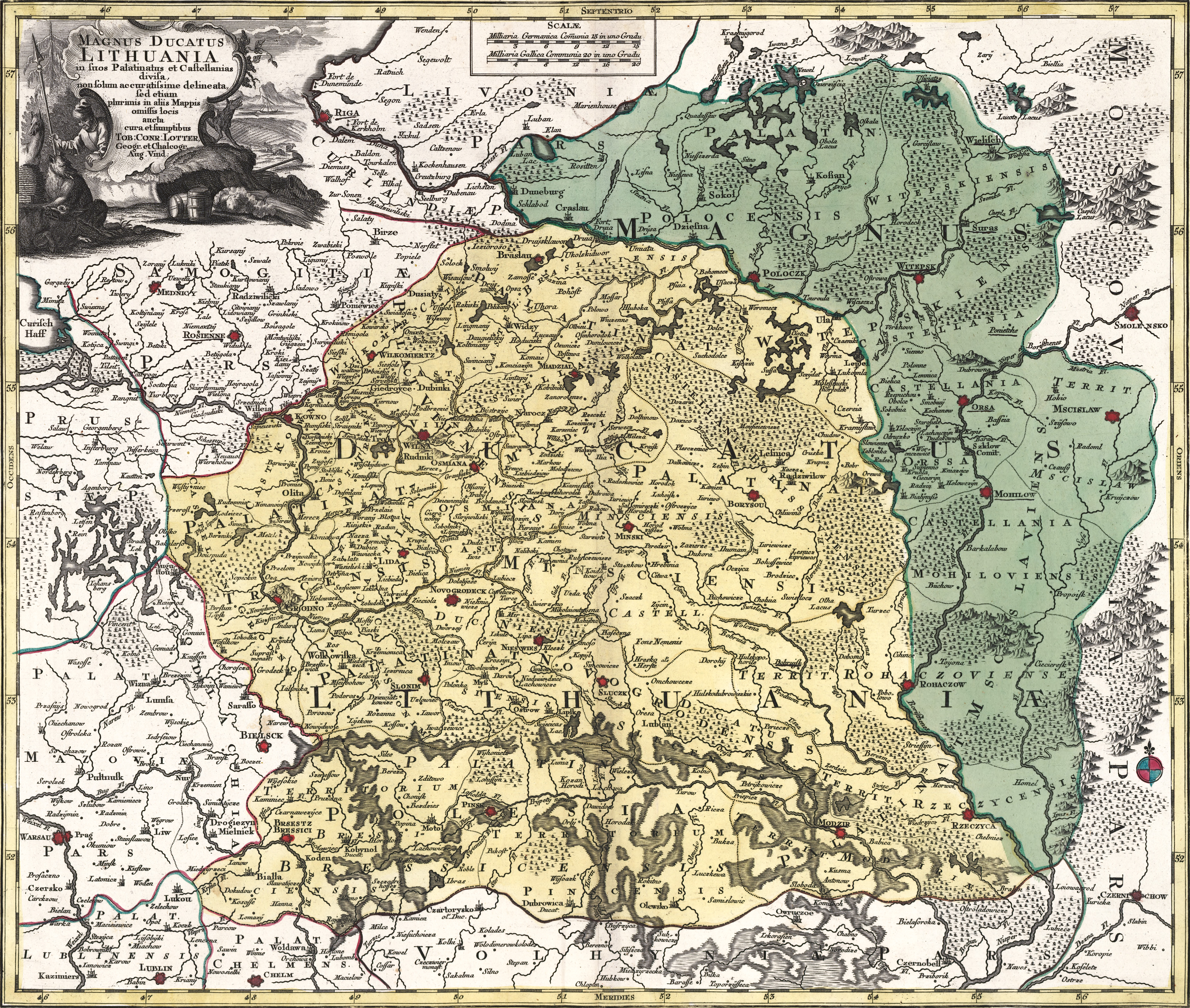
Magnus Ducatus Lithuania, Tobias Lotter, 1780

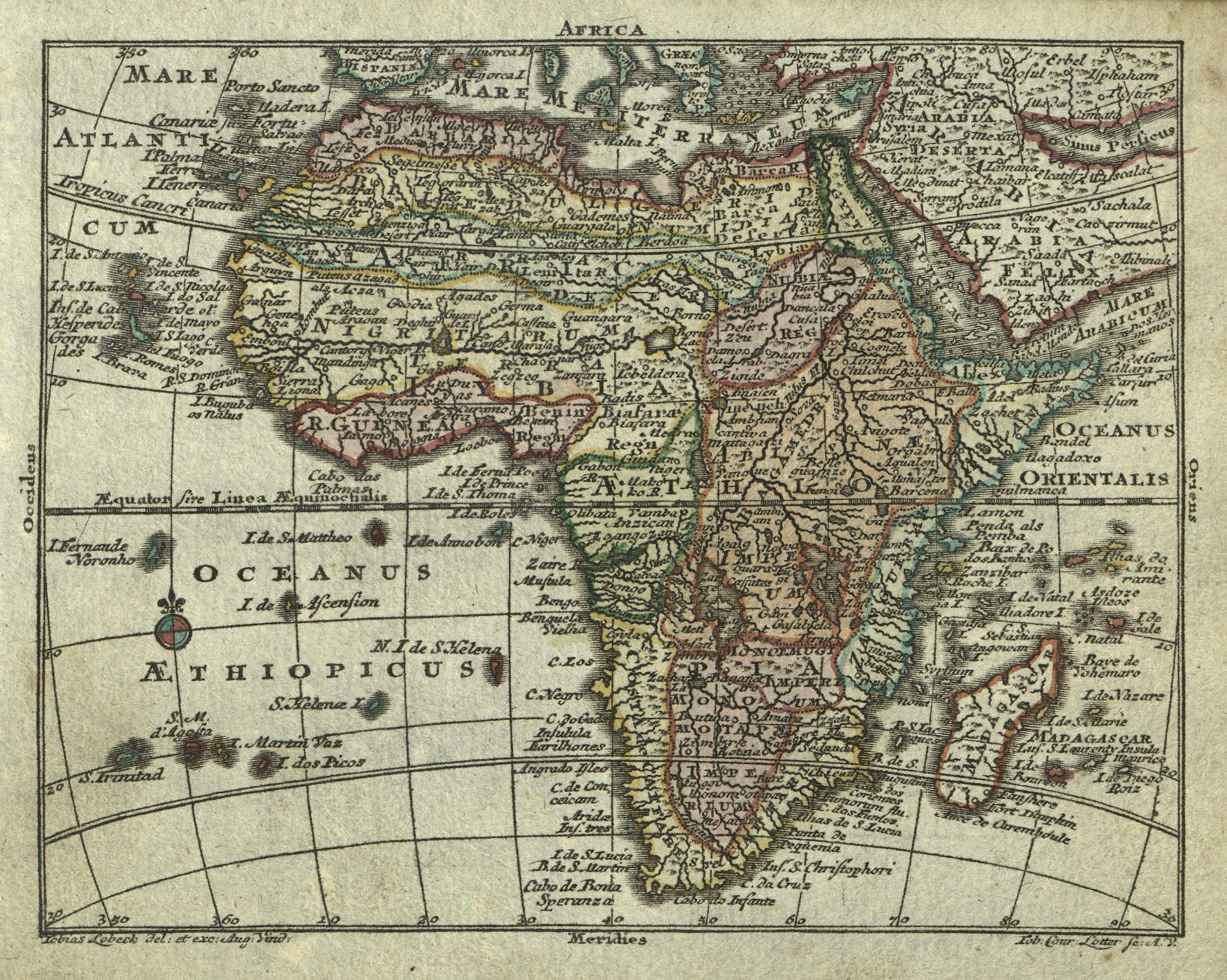
Africa, Tobias Lobeck und Tobias Lotter, 1760

Lotter, Sohn eines Augsburger Bäckers und Stadtgardisten, arbeitete spätestens seit 1740, dem Jahr seiner Heirat mit der ältesten Tochter Matthäus Seutters in dessen Werkstatt als Landkartenstecher und wurde dessen produktivster Mitarbeiter. Weitgehend in Eigenverantwortung (aber noch unter Seutter) schuf Lotter den ‘Atlas Minor‘ dessen Entstehung in die Jahre zwischen 1740 und 1744 fiel. Lotters Atlas (Atlas minor. Praecipua orbis terrarum imperia, regna et provincias, Germania potissimum tabelli 80 exactae delineatis sistens usui militiae ducum ac peregrinantium maxime accommodatus opera) besteht aus den 63 – größtenteils von ihm gestochenen – Karten aus Seutters Atlas Minor, bei denen er seinen Namen im unteren Rand als Verlegeradresse eingefügt hatte, und 16 von Lotter neu geschaffenen Karten.
Nach dem Tode von Seutter 1757 führte dessen Sohn Albrecht Karl (1722–1762) die Firma alleine weiter. Als auch er wenige Jahre später starb, wurde der Verlagsbestand jeweils etwa zur Hälfte von Tobias Conrad Lotter und dem ebenfalls nahe verwandten Kunstverleger Johann Michael Probst der Ältere (1727–1776) erworben. Beide entfernten den Namen Seutters vom Großteil der Originalplatten und ersetzten ihn durch ihren eigenen. Mit Unterstützung durch seine Söhne Matthäus Albrecht (1741–1810), Georg Friedrich (1744–1801) und Gustav Conrad (1746–1776) gelang es Tobias Conrad Lotter an den wirtschaftlichen Erfolg und das fachliche Renommee seines Schwiegervaters anzuknüpfen. Unter Leitung der beiden ältesten Söhne begann jedoch der allmähliche Niedergang des Unternehmens. Nach Matthäus Albrechts Tod (1810) versank es unter dessen Söhnen Gabriel (1776–1857) und Georg Friedrich (1787–1864) schließlich in Bedeutungslosigkeit, bis es Mitte des 19. Jahrhunderts gänzlich erlosch. Das Verlagserbe von Tobias Conrad Lotters früh verstorbenem Sohn Gustav Conrad wurde 1789 vom Augsburger Kunstverleger Johann Martin Will und dessen Schwiegersohn Johann Walch erworben, der damit den Grundstein für seinen eigenen aufstrebenden Landkartenverlag legte.

## Werke
- Princip. Vratislaviensis cum Pertinent. Mappa Geographica. Augsburg, 1740 (Digitalisierte Ausgabe)
- Borussiae Regnum . Aug. Vind., [nach 1740] (Digitalisat)
- Regni Japoniae Nova Mappa Geographica. Aug. Vind., [zwischen 1740 u. 1756] (Digitalisat)
- Novissima et Accuratior Tabella Magni Ducatûs Hetruriae. Aug[ustae] Vindel[icorum], [nach 1741] (Digitalisat)
- L' eveche et l'etat de Liege. Augsbourg, [zwischen 1740 und 1760] (Digitalisat)
- Circulus Suevicus : in quo Ducatus Wirtenbergensis cum reliquis Statibus Et Provinciis ; Cu. Gr. et Pr. S. R. I. Vicariat. in part. Rheni, Svev. et Juris Franconici. Augsburg, 1756 (Digitalisierte Ausgabe)
- Africa : Concinnata Secundum Observationes Membror. Acad. Regal. Scientiarum et nonnullorum aliorum, et iuxta recentissimas annotationes. Augsburg, 1756 (Digitalisierte Ausgabe)
- Superior Et Inferior Hassiae Landgraviatus In Suos Ducatus, Comitatus Abbatias Praefectur accuratissime distinctus / cura et impensis Matthaei Seutteri, Geographi Caesarei et Chalcrographi Agustae Vindelic. 1757 (Digitalisat)
- Frisiae Dominium vernacule Friesland : Verdeeld in de Hoofd-deelen van Oostergoo, Westergoo en Sevenwolden, Als ook der XI Steden Zynde noch onderscheiden in XXX Grietenijen ; met Privilegie. Lotter, Aug. Vind. nach 1758 (Digitalisierte Ausgabe)
- Borussiae Regnum : complectens Circulos Sambiensem, Natangiensem et Hockerlandiae Nec non Borussia Polonica exhibens Palatinatus Culmiensem, Marienburgensem, Pomerelliae et Varmiae Cum adjacentibus aliis Provinciis. Augsburg, 1759 (Digitalisierte Ausgabe)
- Europa : Regnorum, Provinciarum Regionum, in iisdemque Religionis Christianae ; morum artiumque cultu omnium orbis terrarum partium praestantissima. Augsburg, 1756 (Digitalisierte Ausgabe)
- Italia : annexis insulis Sicilia, Sardinia et Corsica secundum observationes Societatis Regiae Scientiarum quae est Parisiis et diversorum celeberrimorum Astronomorum noviter et accuratiss. exarata . Aug[ustae] Vind[elicorum] : Tob. Conr. Lotter, [1758] (Digitalisat)
- Comitatus Flandriae Descriptio per Observationes Astronomicas Academiae Regiae Scientiarum quae est Parisis. Agustae Vindelicorum, [um 1760] (Digitalisat)
- Nova Tabula Geographica exhibens Ducatum Brabantiae : Cum Pertinentiis et adiacentibus Regionibus. Augsburg, 1761 (Digitalisierte Ausgabe)
- Belgica Foederata. Aug. V., [1761] (Digitalisat)
- Les Duchés, De Clevés, De Iuliers et De Limbourg, Le Comté De Meurs, Le Quartier De Ruremonde dans Le Duché De Gueldres, L'Archevesché Et Eslectorat De Cologne & c. / Publiée Par Tobie Conrad Lotter, Geogr. D'Augsbourg. ; Gustav Conrad Lotter, Sculps. Augsbourg, 1764 (Digitalisat)
- L' Isle De Corse : avec les differents Districts, appartenante À La Republique De Genes, mais divisée et soulevée depuis plusieurs années. Augsburg, [1764] (Digitalisat)
- Mappa Geographica exhibens Principatum Nassoviae : cum singulis adpertinentibus Comitatibus, Dominiis ac Praefecturis, nec non confiniis intra Flumina Lahnum, Rhenum et Moenum. Augsburg, zw. 1756–77 (Digitalisierte Ausgabe)
- Carte Nouvelle de l'Amerique Angloise. à Augsbourg, [ca. 1770] (Digitalisat)
- Carte Geographique representant la Mer Mediterranée ou la seconde Partie Du Théatre De La Guerre Entre Les Russes Et Les Turcs : C'est à dire Les Roiaumes, Les Etâts, Les Provinces Et Les Diverses Isles Situées Dans La Dite Mer, avec La Mer Noire ou Pont Euxine et une Partie de la Province Georgie en Asia. Augsburg, 1770 (Digitalisierte Ausgabe)
- Les Routes Exactes Des Postes Du Royaume De France. à Augsbourg, [ca. Mitte des 18. Jh.] (Digitalisat)
- Carte de l'Océan Pacifique au Nord de l'Equateur, et des Cotes qui le bornent des deux côtes. à Augsbourg, 1781 (Digitalisat)
- Carte Générale De Toute L'Europe : Divisée Selon L'Etendue De Ses Principaux Etats, Subdivisée En Leurs Principales Provinces ; Representée Sur Six Feuilles D'Après Les Meilleures Cartes Qui Ont Paruës Jusqu'A Present. Augsburg, 1782 (Digitalisierte Ausgabe)
- Planisphaerium coeleste. Aug[ustae] Vindel[icorum], [18. Jahrhundert?] (Digitalisat)
- XVII. Provinciæ Belgii sive Germaniæ Inferioris priscis temporib[us] Circulo Burgundico S.R.I. annumeratæ quarum X. hodie maximam partem Hispaniarum non nullæ Galliæ Regis ditioni subjacent, VII. vero sub nomine Foederatarum Provinciar libertate gaudent / Studio et Opera Tobiæ Conradi Lotter Geographi. Augusta, [1850?] (Digitalisat)
- Typus Choro-Topographicus Cæsareæ Sedis Et Totius Germaniæ Celeberrimæ Urbis Viennæ Austriacæ : cum circum jacentis Territorii Oppidis, Cœnobiis, Pagis, Villis / designatus per Matthaeum Seutter, Sacr. Caes. et Regiae Cathol. Majest. Geogr. Aug. V. Augsburg, [2. Hälfte 18. Jahrhundert] (Digitalisat)
- Præfecturæ Leucopetranæ delineatio geographica : urbes, oppida, vicos, pagos, limitesque nova ratione complectens / exhibita a Matthæo Seuttero, S. Cæs. Maj. Geographo ; Tob: Conr: Lotter, sc: Aug[ustae] Vind[elicorum], [vor 1757] (Digitalisat)
- Pars Sueviæ Australior / Per Guilielmum de l'Isle Regiæ Scientiarum Academiæ Socium ; apud Tobiam Conradum Lotter, Calcogr: Augustæ, [zwischen 1757 und 1777] (Digitalisat)
- Pars Sueviæ Borealior / Per Guilielmum de l'Isle Regiæ Scientiarum Academiæ Socium ; apud Tobiam Conradum Lotter, Calcogr. Augustæ, [zwischen 1740 und 1780] (Digitalisat)
- Marchionatus Onoldini Comitatus Oettingensis Præposituræ Elevacensis et Pappenheimensis, Dynastiarum in hoc terræ tractu, comprehentarum nova delineatio Geographica / studio et opera M. Seutteri Geographi Cæs. ; T.C. Lotter, Sculps. Aug. Vind., [zwischen 1757 und 1762] (Digitalisat)
- Marchionatus Lusatiæ Inferioris Bohemiæ olim Regno jam Elect. Saxoniæ subject. in Circulos, Dynastias et Præfect: accuratissime distinctus / calamo et sumtibus Matth. Seutteri S.C. Maj. Geographi. Aug. Vindel. ; Tob. Conr. Lotter, sculps. Aug. Vindel., [vor 1757?] (Digitalisat)
- Marchionatus Lusatiæ Superioris : Felicissimo Poloniæ Regis, Electoris Saxoniæ, sceptro florens, Dynastiis et Præfecturis suis distributus / nova accuratione Matth: Seutteri, S.C.M. Geogr. delineatus in Augusta ; Tob: Conr: Lotter, sculps: Aug: Vind: Augusta, [zwischen 1731 und 1740] (Digitalisat)
- Marchionatus Misniæ primaria Elector: Saxoniæ Provincia, in Circulos suos subdivisus : Accedit Ditionum regionumq circumjacentium magna pars / Publici juris fecit Matth. Seutter S.C.M. Geogr. ; Tob. Conr. Lotter sculpsit Aug. Vind., [vor 1757?] (Digitalisat)
- Ducatus Magdeburgensis Et Halensis cum finitimis Delineatio geographica / curante Matthæo Seuttero Geographo Cæsar ; [Tob. Conr. Lotter sc.] Aug[ustae] Vindel[icorum], [Mitte des 18. Jahrhunderts] (Digitalisat)
- Descriptio Geographica Præfecturarum Dœlitsch, Bitterfeld, Zœrbig / edita cura studioque Matthæi Seutteri, Geogr. Cæsar ; Tob: Conr: Lotter sculps. Aug[ustae] Vindel[icorum], [nach 1757?] (Digitalisat)
- Comitatus Stolbergensis delineatio geographia : Præfecturas Hohnstein, Stolberg, Hayn Berenroda, Ebersburg, Ufftrungen, Rosla et Questen cum limitibus et vicinia accurate exhibens / cælo Matthæi Seutteri, Geographi Cæsarei ; Tob. Conr. Lotter sculpsit Aug. Vindelicor., [nach 1757?] (Digitalisat)
- Carte Géographique Du Comté De Lippe : divisée en ses differens Bailliages; scavoir de Barntrupt, de Blomberg, de Brack, de Detmold, de Falckenberg, d'Heiden, de Horn, d'Oldenbourg, d'Orlingh:, de Schotmar, de Schwalenberg, de Sternberg et de Varenholtz; les lieux limitrophes de cette Carte sont aussi marqué / Gravé avec la plus grande Exactitude par Tobie Conrad Lotter Geogr: ; Georg Frid: Lotter, sculps. à Augsbourg, 1762 [oder später] (Digitalisat)
- Accurate geographische Delineation derer zu dem Ertzgebürgischen Kreisse des Chur Fürstenthums Sachsen gehœrigen Aemmtern : I. Kreiss Ammt Freyberg. II. Frauenstein III. Altenberg und IV. Lauterstein auch andern angrenzenden Aemmtern und Gegenden / Tob. Conr. Lotter, Sculps. Amsterdam : bey Petrus Schenk, 1760 (Digitalisat)
- Accurate Geograph. Delineation des zu dem Churfürstenth. Sachsen gehoerigen Neustædtischen Creisses und derer darinnen befindlichen Aemter Arnshaugk, Miltenfurt, Weyda und Ziegenrück : Nebst Andern Angrenzenden Gegenden / Tob: Conr: Lotter, Sculps. Aug: Vindel. Amsterdam : bey Petr. Schenk, 1757 (Digitalisat)
- Accurate Geogr. Delineation Derer Zum Chursæchs. Gebürgisch. Creisse Gehörigen Aemmter Augustusburg, Chemnitz, Sachsenburg, Mit Franckenberg U. Stolberg : Nebst Allen Darzu Gehörigen Stædten Und Doerffern Auch Vielen Angrenzenden Æmtern U. Gegenden / Tob. Conr. Lotter, Sc. A.V. Amsterdam, 1758 (Digitalisat)
- Accurate Geogr. Delineation Des Zu Dem Churfürstenth. Sachsen Gehörigen Voigtlændischen Creisses Und Derer Darinnen Befindlichen Æmmter Plauen Pausa u. Voigtsberg Ingleichen Der Reichsfreyen Zettwitzischen Herrschaft Ascha : Nebst Andern Angrenzenden Gegenden / bey Petr. Schenck ; Tob. Conr. Lotter Sculps. Aug. Vindel. Amsterd., 1758 (Digitalisat)